# Kraftwerk Bertoldsheim
Das Kraftwerk Bertoldsheim ist ein Laufwasserkraftwerk an der Donau bei Bertoldsheim, einem Ortsteil von Rennertshofen im Landkreis Neuburg-Schrobenhausen. Eigentümer ist die Donau-Wasserkraft AG. Der Betreiber ist Uniper Kraftwerke GmbH. Bei der Bundesnetzagentur hat das Kraftwerk die Nummer BNA1239.

## Geschichte
Das Kraftwerk wurde 1967 errichtet und dient als Stützschwelle, um einem weiteren Eintiefen der Flusssohle der Donau entgegenzuwirken.
Zwischen Oktober 2010 und Anfang 2011 wurden von E.ON auf behördliche Anordnung hin Arbeiten zur Freibordsicherstellung im Stauraum des Kraftwerks durchgeführt.

## Technische Angaben
Die elektrische Leistung beträgt 18,9 MW, die mit Hilfe von drei Kaplanturbinen mit verstellbaren Leit- und Laufradschaufeln erzeugt wird. Die Turbinen haben einen Laufraddurchmesser von 5,35 Meter und arbeiten mit einer Umdrehungszahl von 76,9 Umdrehungen pro Minute.
Pro Jahr werden somit rund 124 Millionen Kilowattstunden Strom mit einer Frequenz von 16 2/3 Hertz erzeugt. Das Kraftwerk Bertoldsheim liefert nur Bahnstrom.
Im Dezember 2016 wurde der Nass-Testlauf einer Fischwanderhilfe in Form eines 1150 Meter langen Parallelgewässers durchgeführt. Diese wurde schließlich im Frühjahr 2017 fertiggestellt.